# V691 Возничего
V691 Возничего (лат. V691 Aurigae) — одиночная переменная звезда в созвездии Возничего на расстоянии (вычисленном из значения параллакса) приблизительно 500 световых лет (около 153 парсеков) от Солнца. Видимая звёздная величина звезды — от +14,69m до +14,62m.

## Характеристики
Первый компонент (Gaia DR2 185602652308048896) — оранжевая вращающаяся переменная звезда типа BY Дракона (BY) спектрального класса K. Эффективная температура — около 4424 K.
Второй компонент (Gaia DR2 185602648010966784) — оранжевый карлик спектрального класса K. Радиус — около 0,5 солнечного, светимость — около 0,047 солнечной. Эффективная температура — около 3779 K.